# Arvid von Mentzer
Arvid Fredrik Wilhelm von Mentzer, född 12 maj 1843 i Bredaryds socken, Jönköpings län, död 23 december 1909 i Malmö, var en svensk militär och fängelsedirektör. Han var far till Elisabeth Quensel.
Arvid von Mentzer blev kadett vid Krigsakademinén på Karlberg 1856, underlöjtnant vid Jönköpings regemente 1862, erhöll avsked från regementet 1869, blev kapten i armén 1871 och major 1889. Han blev befälhavare vid straffängelset i Varberg 1866, vid länsfängelset i Karlstad 1869 och vid centralfängelset i Malmö 1884.